# Uranophora atricincta
Uranophora atricincta är en fjärilsart som beskrevs av George Francis Hampson 1901. Uranophora atricincta ingår i släktet Uranophora och familjen björnspinnare. Inga underarter finns listade i Catalogue of Life.